# デヴィッド・ブルー
デヴィッド・ブルー（David Blue、1982年1月17日 - ）は、アメリカ合衆国ニューヨーク州生まれの俳優・作家・プロデューサー・監督である。ABCで放送された『アグリー・ベティ』のクリフ・セントポール役で知られる。

## 生い立ち
三人兄弟の末っ子としてニューヨークおよびフロリダで育つ。フロリダでカントリーサイド高校を卒業後、セントラルフロリダ大学で演劇を学ぶ。

## キャリア
『Winter Follies』に初出演後、ダーレン・リン・バウズマン監督の『ソウ2』、『ソウ3』、『ソウ4』に出演。
『アグリー・ベティ』ではモード誌の写真家で、ウィルミナ・スレイターの忠実なアシスタントマイケル・ユーリーが演じるマーク・セントジェームスの恋人クリフを演じた。 『ヴェロニカ・マーズ』やFXの『Dirt』、ディズニーのコメディー『スイート・ライフ』などにゲスト出演している。
最近ではCBSの『Moonlight』 に ローガン・グリフィンとして出演している。
『アグリー・ベティ』で共演しているマイケル・ユーリーが監督したハワード・アッシュマンの未上演ミュージカル『Dreamstuff』が朗読会の一環としてロサンゼルスのヘイワース・シアターで上演され、エデン・エスピノーザ、ヴィッキー・ルイス、フレッド・ウィラード、ルーク・マクファーレンらとともに出演した。

## 主な出演作品
- キャッスル 〜ミステリー作家は事件がお好き Castle (2013) - カイル
- リゾーリ&アイルズ Rizzoli & Isles (2013) - ピーター・カウフマン
- スターゲイト ユニバース Stargate Universe (2009-2011) - イーライ・ウォレス
- Moonlight (2008) - ローガン・グリフィン
- アグリー・ベティ Ugly Betty (2007-2008) - クリフ・セントポール
- The Game (2007) - ウェイター
- Dirt Dirt (2007) - トビー
- スイート・ライフ The Suite Life of Zack & Cody (2006) - ドクター・チップ・ウォルターズ
- ヴェロニカ・マーズ Veronica Mars (2006) - ゲスト出演
- scrubs 〜恋のお騒がせ病棟  Scrubs (2002) - メディカル・インターン